# جورجيتش دونيتشي
جورجيتش دونيتشي (بالرومانية: Georgică Donici)‏ (مواليد 27 أبريل 1957) هو ملاكم روماني، مثّل بلاده في الألعاب الأولمبية الصيفية في دورتي 1980 و1984.

## روابط خارجية
جورجيتش دونيتشي على موقع أوليمبيديا (الإنجليزية)